# Fuxin (köping)
Fuxin (kinesiska: 扶新, 扶新镇) är en köping i Kina. Den ligger i den autonoma regionen Guangxi, i den södra delen av landet, omkring 250 kilometer öster om regionhuvudstaden Nanning. Antalet invånare är 18970. Befolkningen består av 9 505 kvinnor och 9 465 män. Barn under 15 år utgör 37 %, vuxna 15-64 år 52 %, och äldre över 65 år 9,0 %.
Genomsnittlig årsnederbörd är 2 358 millimeter. Den regnigaste månaden är augusti, med i genomsnitt 354 mm nederbörd, och den torraste är januari, med 31 mm nederbörd.